# Melaloncha basella
Melaloncha basella är en tvåvingeart som beskrevs av Brown 2004. Melaloncha basella ingår i släktet Melaloncha och familjen puckelflugor.
Artens utbredningsområde är Costa Rica. Inga underarter finns listade i Catalogue of Life.